# Cell to Singularity
Cell to Singularity — це поетапна гра, розроблена та опублікована Computer Lunch. Дослідження еволюції, натуралізму та цивілізації, гра використовує неактивні механіки, щоб допомогти гравцям дізнатися про науку та історію. Cell to Singularity є прикладом гри, яка використовує модель фриміуму; Хоча гра безкоштовна і в неї можна грати, не витрачаючи грошей, гравці можуть купувати спеціальні «підсилення» або внутрішньоігрову валюту, яка допоможе їм проходити складні моменти в грі.

## Ґеймплей
Гра починається з огляду Землі з космосу. Гравці повинні використовувати пальці, мишу або клавіатуру, щоб натиснути на гадейський еон; натискання генерує очки ентропії. Після натискання на певні точки розблоковується дерево технологій життя. Ентропії використовуються для розблокування оновлень і генераторів. Генератори є частиною дерева технологій, які використовуються для автоматичного генерування ентропію. Які потім використовуються для відкриття нових подій в історії Землі. Гравець просувається далі в різні епохи історії Землі, відкриваючи більше цих оновлень. Коли планета та її організми еволюціонують, візуальні зміни відбуваються в 3D-модельованих «садах», де гравець може переглядати створінь і розробки, які він придбав.
Еволюція homo sapiens відкриває нову валюту для гравця під назвою очки ідеї. Гравці безперервно отримують валюту, а симуляція продовжує заробляти бали, навіть коли гра офлайн. Іноді можуть стати доступними «підсилення», які дозволяють гравцеві отримати невелику перевагу в грі. Цю преміальну валюту, фіолетові кубики вигаданої речовини під назвою «Дарвіній» (названої на честь Чарльза Дарвіна), можна отримати через покупку в додатку або через події чи досягнення в грі. (У нових версіях гри, також і через "Генератор Дарвініуму")
Зрештою гравці досягнуть точки створення технологічної унікальності в дереві цивілізацій. Це активує оновлення, яке спричиняє «збій» і перезапуск гри з самого початку. Насправді це механізм престижу: зароблені гравцями очок ентропії та ідеї конвертуються в нову валюту під назвою Метабіти, яка використовується для оновлення симуляції та відкриття нових областей навчання.

### Всесвіти
- Мезозойська долина – Від головного технологічного дерева відгалужується Мезозойська долина, окрема симуляція, що демонструє еволюцію та остаточне вимирання динозаврів. Це доповнення, випущене в грудні 2019 року, додало до гри 50 нових рівнів і представило новий ґеймплей, у тому числі картки рис, які можна використовувати для покращення окремих істот[10].
- За Межами – Друге доповнення Cell to Singularity, За Межами на тему космосу, було випущено 6 листопада 2021 року. Запуск доповнення відзначився подією в грі, під час якої гравці натискали значок чорної діри. Ця віха була досягнута через чотири дні, і симуляція стала доступною для гри[11].

## Історія
Розробка Cell to Singularity почалася в 2017 році, натхненна любов’ю співзасновника Computer Lunch Ендрю Гаррахана до документальних фільмів про природу. Бажаючи створити гру про науку та історію, Ґаррахан побачив популярність жанру інкрементних ігор, що добре підходить для більш спокійного темпу документального фільму. Гаррахана також надихнув серіал «Зв’язки» Джеймса Берка для ВВС.
Спочатку гра була випущена в ранньому доступі на Android у 2018 році. Пізніше він також був випущений у ранньому доступі на iOS і Steam. Гру було офіційно випущено на iOS у серпні 2019 року та на Android у квітні 2020 року. Нарешті, він залишив ранній доступ Steam у листопаді 2021 року.

### Досліджувані події
Cell to Singularity все ще знаходиться в активній розробці, оновлення випускаються регулярно. З кінця 2021 року в гру додано обмежені за часом події під назвою «Дослідження». Вони містять мініатюрні симуляції на конкретні теми науки, техніки та гуманітарних наук. Наразі на майбутнє заплановано шість геологорозвідувальних подій. Випущено три з них, зокрема:
- Розкрийте Всесвіт – Досліджує космічний телескоп Джеймса Вебба та докладну історію та місію телескопа. Ця подія збіглася із запуском згаданого телескопа[23].
- Гриби серед нас – Досліджує заплутаний світ грибів, їх властивості та види;
- Великі питання – Досліджує філософію та її питання;
- Життя після апокаліпсису – досліджує події вимирання, які відбулися в історії Землі, і показує, що станеться, якщо всі люди помруть;
- Ціна довіри – Досліджує гроші та їх історію;
- Коеволюційна історія кохання – Досліджує запилення та співзалежність між бджолами та квітами.

## Сприйняття
Кетрін Франклін з BigBossBattle.com назвала гру «похвальним заглибленим уявленням про еволюцію на (і за межами) Землі».
Перші огляди високо оцінювали атмосферу гри, а один із BlueMoonGames.com заявив: «Візуальна презентація створює відчуття, що гра нагадує інтерактивний анімований навчальний посібник із описаних [історичних] періодів».
Майкл Зегар з GamePressure.com порівняв цю гру зі Spore, Cookie Clicker і Plague Inc..
Доповнення Beyond, випущене в листопаді 2021 року, також отримало позитивні відгуки. Кетрін Нґ Деллоза з PocketGamer.com назвала це «…оновлюючою зміною темпу в порівнянні з численними мобільними іграми, доступними сьогодні на ринку».
Гра має оцінку 4,4 у Google Play Store, 4,8 в iOS App Store і позитивну оцінку в Steam на основі понад 9000 відгуків. У червні 2020 року її вибрали як гру «Вибір редакції» в Google Play Store.
Хоча більшість сприйняли гру позитивно, дехто її критикував за просту низькополіграфічну графіку, відсутність розгалужених опцій оповіді та повільний графік оновлення. Багато негативних відгуків про гру викликані огидою до використання інкрементних механізмів, таких як клацання.

## Зовнішні посилання
- Офіційний веб-сайт
- Офіційна вікі з FANDOM